# Blow Out
Blow Out (en español, Impacto o Estallido mortal) es una película de thriller estadounidense de 1981 escrita y dirigida por Brian De Palma y protagonizada por John Travolta, Nancy Allen, John Lithgow y Dennis Franz.

## Argumento
Blow Out es una película de suspenso político neo-noir estadounidense de 1981 escrita y dirigida por Brian De Palma. La película es protagonizada por John Travolta como Jack Terry, un técnico de efectos de sonido de la película de Filadelfia que, mientras graba sonidos para una película slasher de bajo presupuesto, captura por casualidad pruebas de audio de un asesinato que involucra a un candidato presidencial. Nancy Allen interpreta a Sally Bedina, una joven involucrada en el crimen. El reparto incluye a John Lithgow y Dennis Franz. El lema de la película en los anuncios era "El asesinato tiene un sonido propio".
La película se basa directamente en la película Blow up (1966) de Michelangelo Antonioni, pero sustituye el medio de la fotografía por el de la grabación de audio. El concepto de Blow Out llegó a De Palma mientras trabajaba en el thriller Dressed to Kill (1980). La película se filmó a fines de otoño e invierno de 1980 en varios lugares de Filadelfia con un presupuesto relativamente sustancial de $ 18 millones.
Blow Out se abrió al minúsculo interés de la audiencia en 1981; sin embargo, recibió una recepción crítica mayoritariamente positiva. Las actuaciones principales de Travolta y Allen, la dirección de DePalma y el estilo visual se citaron como los puntos más fuertes de la película. Los críticos también reconocieron la conexión estilística y narrativa con el trabajo de Alfred Hitchcock, a quien DePalma admira. A lo largo de los años transcurridos desde su lanzamiento teatral inicial, se ha desarrollado como una película de culto [4] y recibió un comunicado de prensa en el hogar por parte de Criterion Collection, una compañía que se especializa en "importantes películas clásicas y contemporáneas", que reavivaron el interés público en la película.
 

## Reparto
| Personaje               | Actor original   | Actor de doblaje - México |
| ----------------------- | ---------------- | ------------------------- |
| Jack Terry              | John Travolta    | Martín Soto               |
| Sally                   | Nancy Allen      | Alejandra Vegar           |
| Burke                   | John Lithgow     | Jorge Santos              |
| Manny Karp              | Dennis Franz     | Manolo Gracia             |
| Detective McKay         | John Aquino      | Armando Réndiz            |
| Sam                     | Peter Boyden     | Jorge Roig                |
| Frank Donahue           | Dick McGarvin    | Humberto Solórzano        |
| Lawrence Henry          | John McMartin    | Guillermo Romo            |
| Estudiante              | Ann Kelly        | Patricia Acevedo          |
| Conductor de noticiero  | Dave Roberts     | Pedro D'Aguillón Jr.      |
| Conductora de noticiero | Claire Carter    | Rocío Garcel              |
| Jack Manners            | Maurice Copeland | Víctor Guajardo           |
| Doctor                  | Larry Woody      | Alejandro Illescas        |
| Freddie Corso           | Luddy Tramontana | Pedro D'Aguillón          |
| Policía en auto         | Sid Doherty      | Mario Sauret ¿?           |
| Capitán corrupto        | Bud Seese        | Maynardo Zavala           |
| Presentación e insertos | N/D              | Víctor Guajardo           |

## Comentarios
Hay una interesante relación entre esta película y el homónimo  de Michelangelo Antonioni en Blow-up (1966), donde el protagonista se saca una fotografía a un probable asesinato. Entonces explotó la misma idea, sino un medio de comunicación diferente, el sonido. En eso sigue la misma idea de La Conversación (1974), una película anterior escrita, producida y dirigida por Francis Ford Coppola, de forma que ambas ofrecen casi un homenaje al gran director italiano.

## Curiosidades
- Gérard Depardieu y John Travolta son amigos íntimos desde hace muchos años. En 1981, Travolta llegó a pedir a Depardieu que doblara al francés su película "Blow Out". Depardieu aceptó encantado, y desde entonces ambos han mantenido una estrecha amistad.
- "Blow Out" fue la última película de la colaboración entre Brian De Palma y Nancy Allen, marido y mujer en el momento. Los dos se divorciaron en 1983.